# Cattedrali in Australia
Questa è una lista delle cattedrali dell'Australia.

## Stati e Territori

### Australia Meridionale
| Città         | Cattedrale                          | Chiesa                       | Diocesi                        | Immagine | Localizzazione e riferimenti |
| ------------- | ----------------------------------- | ---------------------------- | ------------------------------ | -------- | ---------------------------- |
| Adelaide      | Cattedrale di San Francesco Saverio | Chiesa cattolica             | Arcidiocesi di Adelaide        |          | 34°55′44.4″S 138°36′05.04″E  |
| Adelaide      | Cattedrale di San Pietro            | Chiesa anglicana d'Australia | Diocesi anglicana di Adelaide  |          | 34°54′45.95″S 138°35′53.02″E |
| Murray Bridge | Cattedrale di San Giovanni Battista | Chiesa anglicana d'Australia | Diocesi anglicana del Murray   |          | 35°07′10.44″S 139°16′21.9″E  |
| Port Pirie    | Cattedrale di San Marco             | Chiesa cattolica             | Diocesi di Port Pirie          |          | 33°10′44.61″S 138°00′29.58″E |
| Port Pirie    | Cattedrale dei Santi Pietro e Paolo | Chiesa anglicana d'Australia | Diocesi anglicana di Willochra |          | 33°10′32.34″S 138°00′29.27″E |

### Australia Occidentale
| Città     | Cattedrale                                     | Chiesa                       | Diocesi                                  | Immagine | Localizzazione e riferimenti |
| --------- | ---------------------------------------------- | ---------------------------- | ---------------------------------------- | -------- | ---------------------------- |
| Broome    | Cattedrale di Nostra Signora Regina della Pace | Chiesa cattolica             | Diocesi di Broome                        |          | 17°57′34.73″S 122°14′19.32″E |
| Bunbury   | Cattedrale di San Patrizio                     | Chiesa cattolica             | Diocesi di Bunbury                       |          | 33°19′53.01″S 115°38′15.51″E |
| Bunbury   | Cattedrale di San Bonifacio                    | Chiesa anglicana d'Australia | Diocesi anglicana di Bunbury             |          | 33°19′53.01″S 115°38′15.31″E |
| Geraldton | Cattedrale di San Francesco Saverio            | Chiesa cattolica             | Diocesi di Geraldton                     |          | 28°46′38.51″S 114°36′42.64″E |
| Geraldton | Cattedrale della Santa Croce                   | Chiesa anglicana d'Australia | Diocesi anglicana di Noth West Australia |          | 28°46′44.33″S 114°36′52.6″E  |
| Perth     | Cattedrale dell'Immacolata Concezione          | Chiesa cattolica             | Arcidiocesi di Perth                     |          | 31°57′19.72″S 115°51′59.83″E |
| Perth     | Cattedrale di San Giorgio                      | Chiesa anglicana d'Australia | Diocesi anglicana di Perth               |          | 31°57′20.6″S 115°51′40.22″E  |

### Nuovo Galles del Sud
| Città       | Cattedrale                                        | Chiesa                                 | Diocesi                                                                        | Immagine | Localizzazione e riferimenti |
| ----------- | ------------------------------------------------- | -------------------------------------- | ------------------------------------------------------------------------------ | -------- | ---------------------------- |
| Armidale    | Cattedrale di Santa Maria e San Giuseppe          | Chiesa cattolica                       | Diocesi di Armidale                                                            |          | 28°46′38.47″S 114°36′42.54″E |
| Armidale    | Cattedrale di San Pietro                          | Chiesa anglicana d'Australia           | Diocesi anglicana di Armidale                                                  |          | 30°30′54.6″S 151°39′55.06″E  |
| Bathurst    | Cattedrale dei Santi Michele e Giovanni           | Chiesa cattolica                       | Diocesi di Bathurst                                                            |          | 33°25′12.31″S 149°34′37.92″E |
| Bathurst    | Cattedrale di Tutti i Santi                       | Chiesa anglicana d'Australia           | Diocesi anglicana di Bathurst                                                  |          | 33°25′02.86″S 149°34′47.64″E |
| Broken Hill | Cattedrale del Sacro Cuore                        | Chiesa cattolica                       | Diocesi di Wilcannia-Forbes                                                    |          | 31°57′11.65″S 141°27′32.51″E |
| Goulburn    | Cattedrale emerita dei Santi Pietro e Paolo       | Chiesa cattolica                       | Arcidiocesi di Canberra e Goulburn                                             |          | 34°45′20.32″S 149°42′53.52″E |
| Goulburn    | Cattedrale del Santo Salvatore                    | Chiesa anglicana d'Australia           | Diocesi anglicana di Canberra e Goulburn                                       |          | 34°45′11.23″S 149°42′56.58″E |
| Grafton     | Cattedrale di Christ Church                       | Chiesa anglicana d'Australia           | Diocesi anglicana di Grafton                                                   |          | 29°41′35.24″S 152°56′05.07″E |
| Griffith    | Cattedrale di Sant'Albano Martire                 | Chiesa anglicana d'Australia           | Diocesi anglicana di Riverina                                                  |          | 34°17′03.05″S 146°02′32.83″E |
| Lismore     | Cattedrale di San Cartaco                         | Chiesa cattolica                       | Diocesi di Lismore                                                             |          | 28°48′15.76″S 153°17′01.4″E  |
| Newcastle   | Cattedrale del Sacro Cuore                        | Chiesa cattolica                       | Diocesi di Maitland-Newcastle                                                  |          | 32°55′24.63″S 151°45′15.19″E |
| Newcastle   | Cattedrale di Christ Church                       | Chiesa anglicana d'Australia           | Diocesi anglicana di Newcastle                                                 |          | 32°55′44.27″S 151°46′49.89″E |
| Parramatta  | Cattedrale di San Patrizio                        | Chiesa cattolica                       | Diocesi di Parramatta                                                          |          | 33°48′31.42″S 151°00′12.52″E |
| Parramatta  | Cattedrale di San Giovanni                        | Chiesa anglicana d'Australia           | Diocesi anglicana di Sydney                                                    |          | 33°48′57.18″S 151°00′09.52″E |
| Sydney      | Cattedrale di Santa Maria                         | Chiesa cattolica                       | Arcidiocesi di Sydney                                                          |          | 33°52′16.5″S 151°12′48.2″E   |
| Sydney      | Cattedrale di Nostra Signora del Rosario          | Chiesa cattolica                       | Diocesi di Broken Bay                                                          |          | 33°42′50.13″S 151°06′15.88″E |
| Sydney      | Cattedrale di San Marone                          | Chiesa maronita                        | Eparchia di San Marone di Sydney                                               |          | 33°53′33.58″S 151°12′25.9″E  |
| Sydney      | Cattedrale di San Michele                         | Chiesa cattolica greco-melchita        | Eparchia di San Michele di Sydney dei melchiti                                 |          | 33°53′36.23″S 151°11′19.52″E |
| Sydney      | Cattedrale di San Tommaso apostolo                | Chiesa cattolica caldea                | Eparchia di San Tommaso Apostolo di Sydney dei Caldei                          |          | 33°51′25.31″S 150°53′04.66″E |
| Sydney      | Cattedrale di Sant'Andrea                         | Chiesa anglicana d'Australia           | Diocesi anglicana di Sydney                                                    |          | 33°52′26.14″S 151°12′22.82″E |
| Sydney      | Cattedrale ortodossa di San Giorgio               | Chiesa ortodossa serba                 | Eparchia di Australia e Nuova Zelanda                                          |          | 33.898429°S 150.92496°E      |
| Sydney      | Cattedrale ortodossa di San Hourmizd              | Chiesa assira d'Oriente                | Arcidiocesi di Australia, Nuova Zelanda e Libano                               |          | 33°52′17.66″S 150°53′28.28″E |
| Sydney      | Cattedrale ortodossa di San Zaia                  | Chiesa antica dell'Est                 | Arcidiocesi di Australia e Nuova Zelanda                                       |          | 33°54′47.05″S 150°50′28.26″E |
| Sydney      | Cattedrale ortodossa della Santa Annunciazione    | Chiesa greco-ortodossa                 | Arcidiocesi greco-ortodossa d'Australia                                        |          | 33°53′19.66″S 151°12′08.98″E |
| Sydney      | Cattedrale ortodossa di San Giorgio               | Chiesa greco-ortodossa di Antiochia    | Arcidiocesi ortodossa antiochena di Australia, Nuova Zelanda e Tutta l'Oceania |          | 33°53′31.16″S 151°12′31.93″E |
| Sydney      | Cattedrale ortodossa dei Santi Pietro e Paolo     | Chiesa ortodossa russa                 | Eparchia di Sydney, Australia e Nuova Zelanda                                  |          | 33°52′30.29″S 151°05′20.14″E |
| Sydney      | Cattedrale ortodossa copta dei Santi Maria e Mena | Chiesa ortodossa copta                 | Diocesi copta di Sydney                                                        |          | 33.945872°S 151.127226°E     |
| Sydney      | Cattedrale ortodossa di San Tommaso               | Chiesa ortodossa siriaca del Malankara |                                                                                |          | 33°57′21.62″S 150°56′42.97″E |
| Wagga Wagga | Cattedrale di San Michele                         | Chiesa cattolica                       | Diocesi di Wagga Wagga                                                         |          | 35°06′24.19″S 147°22′24.42″E |
| Wollongong  | Cattedrale di San Francesco Saverio               | Chiesa cattolica                       | Diocesi di Wollongong                                                          |          | 34°25′32.76″S 150°54′07.02″E |
| Wollongong  | Concattedrale di San Giovanni Maria Vianney       | Chiesa cattolica                       | Diocesi di Wollongong                                                          |          | 34°23′51.96″S 150°53′30.36″E |
| Wollongong  | Pro-Cattedrale di San Michele                     | Chiesa anglicana d'Australia           | Diocesi anglicana di Sydney                                                    |          | 34°25′25.35″S 150°53′44.16″E |

### Queensland
| Città       | Cattedrale                  | Chiesa                       | Diocesi                               | Immagine | Localizzazione e riferimenti |
| ----------- | --------------------------- | ---------------------------- | ------------------------------------- | -------- | ---------------------------- |
| Brisbane    | Cattedrale di Santo Stefano | Chiesa cattolica             | Arcidiocesi di Brisbane               |          | 27°28′09.24″S 153°01′43.99″E |
| Brisbane    | Cattedrale di San Giovanni  | Chiesa anglicana d'Australia | Diocesi anglicana di Brisbane         |          | 27°27′50.43″S 153°01′48.41″E |
| Cairns      | Cattedrale di Santa Monica  | Chiesa cattolica             | Diocesi di Cairns                     |          | 16°55′01.52″S 145°46′21.41″E |
| Rockhampton | Cattedrale di San Giuseppe  | Chiesa cattolica             | Diocesi di Rockhampton                |          | 23°23′08.96″S 150°30′23.55″E |
| Rockhampton | Cattedrale di San Paolo     | Chiesa anglicana d'Australia | Diocesi anglicana di Rockhampton      |          | 23°22′54.96″S 150°30′44.74″E |
| Toowoomba   | Cattedrale di San Patrizio  | Chiesa cattolica             | Diocesi di Toowoomba                  |          | 27°34′10.17″S 151°57′12.52″E |
| Townsville  | Cattedrale del Sacro Cuore  | Chiesa cattolica             | Diocesi di Townsville                 |          | 19°15′32.3″S 146°48′42.35″E  |
| Townsville  | Cattedrale di San Giacomo   | Chiesa anglicana d'Australia | Diocesi anglicana di North Queensland |          | 19°15′20″S 146°49′00.1″E     |

### Tasmania
| Città  | Cattedrale                | Chiesa                       | Diocesi                       | Immagine | Localizzazione e riferimenti |
| ------ | ------------------------- | ---------------------------- | ----------------------------- | -------- | ---------------------------- |
| Hobart | Cattedrale di Santa Maria | Chiesa cattolica             | Arcidiocesi di Hobart         |          | 42°52′52.26″S 147°19′09.42″E |
| Hobart | Cattedrale di San Davide  | Chiesa anglicana d'Australia | Diocesi anglicana di Tasmania |          | 42°53′00.73″S 147°19′42.62″E |

### Territorio del Nord
| Città  | Cattedrale                  | Chiesa                       | Diocesi                                   | Immagine | Localizzazione e riferimenti |
| ------ | --------------------------- | ---------------------------- | ----------------------------------------- | -------- | ---------------------------- |
| Darwin | Cattedrale di Santa Maria   | Chiesa cattolica             | Diocesi di Darwin                         |          | 12°27′32.7″S 130°50′17.67″E  |
| Darwin | Cattedrale di Christ Church | Chiesa anglicana d'Australia | Diocesi anglicana del Territorio del Nord |          | 12°27′57.18″S 130°50′43.19″E |

### Territorio della Capitale Australiana
| Città    | Cattedrale                   | Chiesa           | Diocesi                            | Immagine | Localizzazione e riferimenti |
| -------- | ---------------------------- | ---------------- | ---------------------------------- | -------- | ---------------------------- |
| Canberra | Cattedrale di San Cristoforo | Chiesa cattolica | Arcidiocesi di Canberra e Goulburn |          | 35°19′08.14″S 149°07′56.82″E |

### Victoria
| Città      | Cattedrale                          | Chiesa                           | Diocesi                                                      | Immagine | Localizzazione e riferimenti |
| ---------- | ----------------------------------- | -------------------------------- | ------------------------------------------------------------ | -------- | ---------------------------- |
| Ballarat   | Cattedrale di San Patrizio          | Chiesa cattolica                 | Diocesi di Ballarat                                          |          | 37°33′44.7″S 143°51′09.33″E  |
| Ballarat   | Cattedrale di Cristo Re             | Chiesa anglicana d'Australia     | Diocesi anglicana di Ballarat                                |          | 37°33′49.15″S 143°51′28.75″E |
| Bendigo    | Cattedrale del Sacro Cuore          | Chiesa cattolica                 | Diocesi di Sandhurst                                         |          | 36°45′36.04″S 144°16′25.72″E |
| Bendigo    | Cattedrale di San Paolo             | Chiesa anglicana d'Australia     | Diocesi anglicana di Bendigo                                 |          | 36°45′44.14″S 144°16′58.12″E |
| Melbourne  | Cattedrale di San Patrizio          | Chiesa cattolica                 | Arcidiocesi di Melbourne                                     |          | 37°48′36.53″S 144°58′35.26″E |
| Melbourne  | Cattedrale di San Paolo             | Chiesa anglicana d'Australia     | Diocesi anglicana di Melbourne                               |          | 37°49′00.67″S 144°58′02.58″E |
| Melbourne  | Cattedrale vecchia di San Giacomo   | Chiesa anglicana d'Australia     | Diocesi anglicana di Melbourne                               |          | 37°42′26″S 144°56′17.9″E     |
| Melbourne  | Cattedrale dei Santi Pietro e Paolo | Chiesa greco-cattolica ucraina   | Eparchia dei Santi Pietro e Paolo di Melbourne degli Ucraini |          | 37°47′47.15″S 144°56′39.05″E |
| Melbourne  | Cattedrale Santa Maria Madre di Dio | Chiesa cattolica siro-malabarese | Eparchia di San Tommaso Apostolo di Melbourne                |          |                              |
| Sale       | Cattedrale di Santa Maria           | Chiesa cattolica                 | Diocesi di Sale                                              |          | 38°06′40.59″S 147°03′44.5″E  |
| Sale       | Cattedrale di San Paolo             | Chiesa anglicana d'Australia     | Diocesi anglicana di Gippsland                               |          | 38°06′24.35″S 147°04′17.56″E |
| Wangaratta | Cattedrale della Santa Trinità      | Chiesa anglicana d'Australia     | Diocesi anglicana di Wangaratta                              |          | 36°21′18.46″S 146°19′16.4″E  |